# La caja de los espíritus
La Caja de los Espíritus (The Spirit Box) es el decimosegundo episodio de la única temporada de la serie de televisión Fear Itself. Trata sobre dos chicas que se comunican con una amiga muerta que supuestamente se suicidó algunos años atrás, sólo para revelar que en realidad fue asesinada. Escrita por Mick Garris y dirigida por Rob Schmidt. Muchos años atrás supieron que en realidad no estaba muerta si no que era otro espíritu que quería llamar la atención de las personas. Escrita por Josselyn Garcia

## Elenco
- Anna Kendrick - Shelby
- Martin Donovan - Oficial Johnson
- Jessica Parker Kennedy - Becca
- Mark Pellegrino - Sr. Drake
- Samantha Hill - Emily D'Angelo
- Teresa Hung - Sra. Chen

- Datos: Q7765892